# Вернер IV фон Боланден
Вернер IV фон Боланден (на немски: Werner IV von Bolanden; † между 25 юли 1258 и март 1262) е господар на Боланден.
Той е вторият син на Вернер III фон Боланден († 1221) и съпругата му Агнес фон Изенбург-Браунсберг, дъщеря на Бруно фон Изенбург-Браунсберг и графиня Теодора фон Вид. По-големият му брат е Филип IV фон Боланден-Фалкенщайн († 1271).
Вернер IV участва в немската имперска политика. Той често е при императора в Италия, особено през 1232 г. в Чивидале. През юли 1236 г. той е при Фридрих II, след това е един път при Конрад IV.
Вернер IV е със син си Вернер Шенк от 1249 г. на страната на гегенкрал Вилхелм Холандски, към когото от 1255 г. (близо до Имсбах и Донерсберг) се присъединяват Филип фон Фалкенщайн и Филип фон Хоенфелс.

## Фамилия
Вернер IV се жени за Кунигунда фон Лайнинген († сл. 1236), дъщеря на граф
Фридрих II фон Саарбрюкен-Хартенбург-Лайнинген († 1237) и Агнес фон Еберщайн († 1263), дъщеря на граф Еберхард III фон Еберщайн († 1219). Те имат децата: 
- Вернер V фон Боланден, Шенк фон Боланден († 1288), женен за Елизабет († сл. 1284)
- Агнес фон Боланден († сл. 9 февруари 1275), омъжена за Фридрих II фон Флекенщайн († 1268/1270)
- Филип V фон Боланден, господар на Енхайм († 19 януари 1276), женен за Лукардис (Кунигунда) фон Хоенфелс († ок. 1286)
- Хайнрих фон Боланден († 10 ноември 1286), архидякон в Трир (1249 – 1279), приор на Св. Флорин в Кобленц (1258 – 1286)
- Герхард фон Боланден († сл. 1272), приор в Ерфурт 1272
- Конрад фон Боланден († сл. 1252)
- Симон фон Боланден († сл. 1267), приор в Ашафенбург 1267
- Фридрих фон Боланден († 28 януари 1302), епископ на Шпайер (1272 – 1302)
- Гуда († сл. 1248), монахиня в Киршгартен близо до Вормс
- Валерам

Вернер IV се жени втори път се жени втори път след 1236 г. за Имагинис фон Меренберг († сл. 1257), дъщеря на Конрад фон Меренберг, господар на Меренберг-Глайберг († сл. 1256) и Гуда († сл. 1233). Те нямат деца.